# Elecciones municipales de 2019 en Sabadell
Las elecciones municipales de 2019 se celebraron en Sabadell el domingo 26 de mayo, de acuerdo con el Real Decreto de convocatoria de elecciones locales en España dispuesto el 1 de abril de 2019 y publicado en el Boletín Oficial del Estado el 2 de abril. Se eligieron los 27 concejales del pleno del Ayuntamiento de Sabadell, a través de un sistema proporcional (método d'Hondt), con listas cerradas y un umbral electoral del 5 %.

## Resultados
La candidatura del PSC-CP encabezada por Marta Farrès, obtuvo una mayoría simple de 10 concejales. La candidatura en torno a ERC encabezada por Juli Fernández obtuvo el segundo mayor número de votos, que le confirió 7 concejales. Las candidaturas de la Crida per Sabadell, Ciudadanos-Partido de la Ciudadanía y Junts per Sabadell obtuvieron 3 concejales cada una, mientras que la candidatura de Podemos obtuvo 1 acta de concejal, la correspondiente a la secretaria general de Podemos Sabadell, Marta Morell. La candidatura de Sabadell en Comú, que bajo la marca de Unitat pel Canvi había obtenido 4 concejales en 2015, quedó fuera del consistorio. Los resultados completos correspondientes al escrutinio definitivo se detallan a continuación:
| Candidatura                                               | Candidatura                                                          | Votos   | %                               | Concejales                      |
| --------------------------------------------------------- | -------------------------------------------------------------------- | ------- | ------------------------------- | ------------------------------- |
|                                                           | Partit dels Socialistes de Catalunya-Candidatura de Progrés (PSC-CP) | 28 808  | 29,86                           | 10                              |
|                                                           | Esquerra Republicana de Catalunya-Acord Municipal (ERC-AM)           | 19 284  | 19,99                           | 7                               |
|                                                           | Crida per Sabadell (CpSBD-AMUNT)                                     | 10 737  | 11,13                           | 3                               |
|                                                           | Ciudadanos-Partido de la Ciudadanía (BCN Canvi-Cs)                   | 9865    | 10,22                           | 3                               |
|                                                           | Junts per Sabadell (Junts)                                           | 9005    | 9,33                            | 3                               |
|                                                           | Podemos (Podemos)                                                    | 5052    | 5,24                            | 1                               |
| Sabadell en Comú-En Comú Guanyem (SBDeC-ECG)              | Sabadell en Comú-En Comú Guanyem (SBDeC-ECG)                         | 3890    | 4,03                            | 0                               |
| Partido Popular (PP)                                      | Partido Popular (PP)                                                 | 2811    | 2,91                            | 0                               |
| Guanyem Sabadell-Sí Se Puede (GS-SSP)                     | Guanyem Sabadell-Sí Se Puede (GS-SSP)                                | 2269    | 2,35                            | 0                               |
| Vox (Vox)                                                 | Vox (Vox)                                                            | 1794    | 1,86                            | 0                               |
| Indepèndencia i República-Primàries Catalunya (Primàries) | Indepèndencia i República-Primàries Catalunya (Primàries)            | 1179    | 1,22                            | 0                               |
| Ara Sabadell (A)                                          | Ara Sabadell (A)                                                     | 580     | 0,60                            | 0                               |
| Nova Participació Sabadell (NPS)                          | Nova Participació Sabadell (NPS)                                     | 307     | 0,32                            | 0                               |
| Som Catalans (SOM)                                        | Som Catalans (SOM)                                                   | 144     | 0,15                            | 0                               |
| Guanyem Sabadell (Ganemos)                                | Guanyem Sabadell (Ganemos)                                           | 142     | 0,15                            | 0                               |
| Escaños en Blanco (EB)                                    | Escaños en Blanco (EB)                                               | 122     | 0,13                            | 0                               |
| Votos en blanco                                           | Votos en blanco                                                      | 495     | 0,51                            | n/a                             |
| Votos válidos                                             | Votos válidos                                                        | 96 484  | 100,00                          | 27                              |
| Votos nulos                                               | Votos nulos                                                          | 292     | Participación: \| \| 62,55 % \| | Participación: \| \| 62,55 % \| |
| Votantes                                                  | Votantes                                                             | 96 776  | Participación: \| \| 62,55 % \| | Participación: \| \| 62,55 % \| |
| Electores                                                 | Electores                                                            | 154 721 | Participación: \| \| 62,55 % \| | Participación: \| \| 62,55 % \| |
|                                                           | 62,55 %                                                              |         |                                 |                                 |

## Concejales electos
Relación de concejales electos:
| N.º | Nombre                           | Lista | Lista       |
| --- | -------------------------------- | ----- | ----------- |
| 1   | Marta Farrés Falgueras           |       | PSC-CP      |
| 2   | Juli Fernández Olivares          |       | ERC-AM      |
| 3   | Pol Gibert Horcas                |       | PSC-CP      |
| 4   | Maties Serracant Camps           |       | CpSBD-AMUNT |
| 5   | Adrián Hernández Moyano          |       | Cs          |
| 6   | Èlia Soriano Costa               |       | ERC-AM      |
| 7   | Montserrat González Ruiz         |       | PSC-CP      |
| 8   | Maria Lourdes Ciuró Buldó        |       | Junts       |
| 9   | Manuel Salvador Robles Fernández |       | PSC-CP      |
| 10  | Gabriel Fernàndez Díaz           |       | ERC-AM      |
| 11  | Laura Reyes Ruiz                 |       | PSC-CP      |
| 12  | Nani Valero Moreno               |       | CpSBD-AMUNT |
| 13  | Marta Morell Albaladejo          |       | Podemos     |
| 14  | Laura Casado Delgado             |       | Cs          |
| 15  | Glòria Llobet Torres             |       | ERC-AM      |
| 16  | Carlos de la Rosa Matas          |       | PSC-CP      |
| 17  | Francesc Xavier Baró Gispert     |       | Junts       |
| 18  | María del Mar Molina García      |       | PSC-CP      |
| 19  | Santi Valls Molina               |       | ERC-AM      |
| 20  | Jesús Rodríguez Padilla          |       | PSC-CP      |
| 21  | Anna Lara Llonch                 |       | CpSBD-AMUNT |
| 22  | José Luis Fernádez Díaz          |       | Cs          |
| 23  | Francisca Maya Heredia           |       | ERC-AM      |
| 24  | Sonia Sada Rodríguez             |       | PSC-CP      |
| 25  | Joaquim Carné Jordana            |       | Junts       |
| 26  | Eloi Ismael Cortés Serra         |       | PSC-CP      |
| 27  | Raül García Barroso              |       | ERC-AM      |